# Zalamea la Real (kommunhuvudort)
Zalamea la Real är en kommunhuvudort i Spanien.   Den ligger i provinsen Provincia de Huelva och regionen Andalusien, i den sydvästra delen av landet, 400 km sydväst om huvudstaden Madrid. Zalamea la Real ligger 411 meter över havet och antalet invånare är 3 506.
Terrängen runt Zalamea la Real är kuperad norrut, men söderut är den platt. Zalamea la Real ligger uppe på en höjd. Runt Zalamea la Real är det glesbefolkat, med 14 invånare per kvadratkilometer. Närmaste större samhälle är Valverde del Camino, 14,3 km sydväst om Zalamea la Real. Omgivningarna runt Zalamea la Real är huvudsakligen savann.